# Klärwerk Emschermündung
Koordinaten: 51° 32′ 2″ N, 6° 46′ 54,5″ O

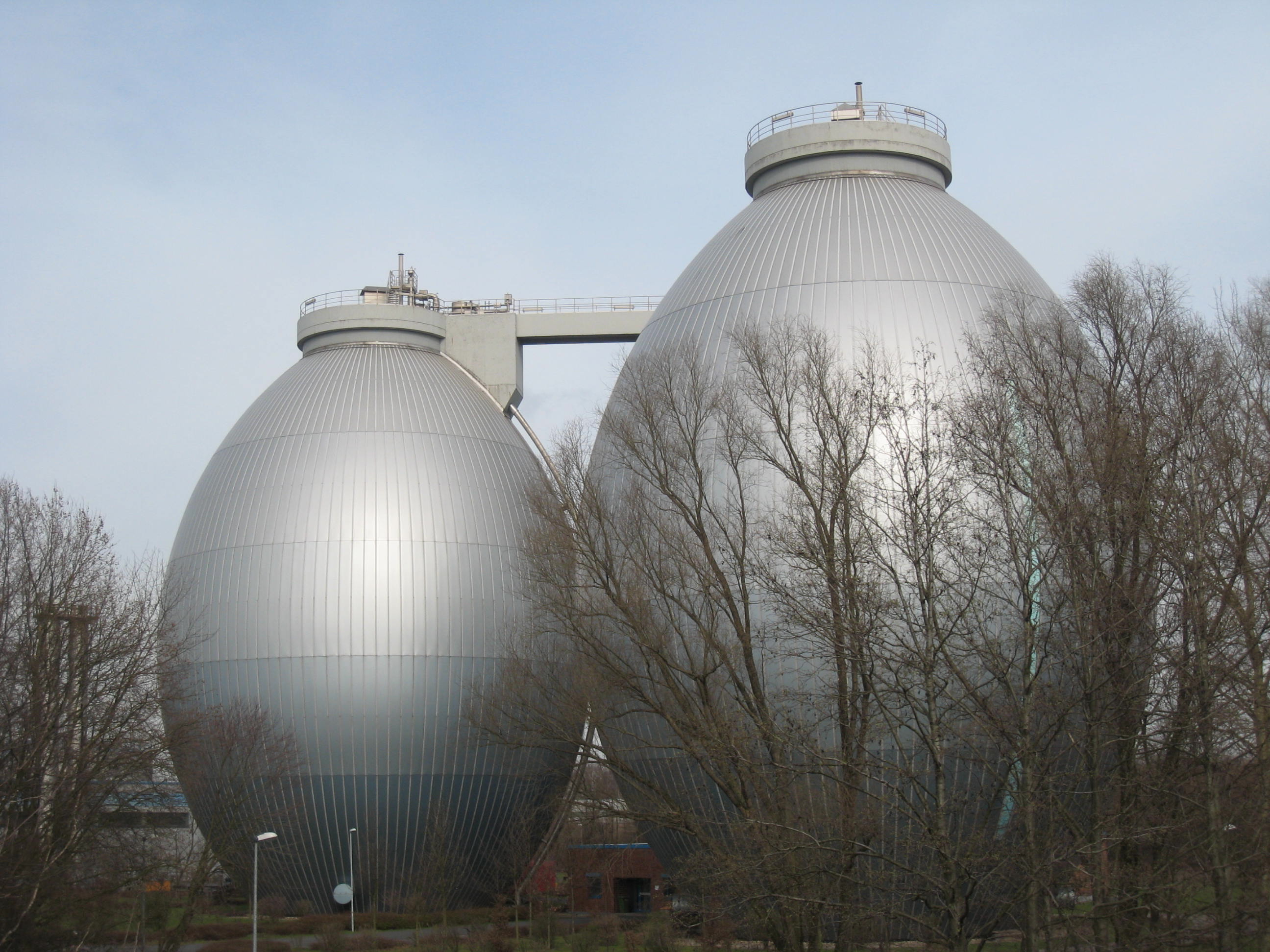
Faultürme des Klärwerks (2008)

Das Klärwerk Emschermündung, kurz KLEM genannt, ist eine von vier zentralen Kläranlagen an der Emscher. Die Anlage befindet sich an der Stadtgrenze zwischen Dinslaken, Oberhausen und Duisburg. Betreiber ist die Emschergenossenschaft.

## Entwicklung
Die Anlage wurde 1976 errichtet und war zu diesem Zeitpunkt mit ihren 75 ha Fläche das größte Klärwerk Europas mit biologischer Reinigungsstufe. Das Einzugsgebiet beträgt 774 km², etwa 910.000 Einwohner und 930.000 Einwohnergleichwerte waren angeschlossen. Jährlich wurden über 400 Millionen Kubikmeter Abwasser gereinigt. Das Flussklärwerk behandelte das gesamte Wasser der Emscher, das sind circa 16 m³/s, und war auf maximal 30 m³/s ausgelegt. Bei Starkregen konnte es zur Einleitung von ungeklärtem Abwasser in den Rhein kommen. Bei extremen Hochwassern wie 1981 und 1995 wurde die Kläranlage abgeschottet und die Emscher floss ungeklärt ab.
1994/95 wurde die Anlage um zusätzliche Beckenreihen zum Abbau von Phosphor und Stickstoff ergänzt, 2001 nochmals modernisiert.
Inzwischen wird der anfallende Klärschlamm über Pipelines zum Klärwerk Bottrop gepumpt, wo er zusammen mit dem Schlamm aus der Kläranlage Duisburg Alte Emscher zur Stromgewinnung genutzt wird.

## Umbau des Emschersystems
Im Rahmen des Umbaus des Emschersystems wurde die Kläranlage von 2014 bis 2019 angepasst. Die Emscher fließt seit dem nicht mehr durch sie hindurch. Die Emschergenossenschaft investierte in den Umbau der Kläranlage zirka 145 Millionen Euro. Mit der Maßnahme wurde die Anlage an das künftig neue Emscher-System mit dem Abwasserkanal Emscher angepasst. Nun ist die Anlage auf 1.600.000 Einwohnergleichwerte ausgelegt und reinigt das Wasser aus Oberhausen. Ein Teil der Anlage wurde zu einer Versuchskläranlage umgebaut, in der verschiedene Techniken, wie eine Nachbehandlung mit der sogenannten 4. Reinigungsstufe, erprobt werden können. Die Versuchskläranlage hat einen Zustrom von etwa 1000 Einwohnergleichwerten.

## Kultur
Markant und weithin sichtbar sind die drei Faultürme. Die HOAG-Trasse führt am Gelände vorbei. Das Klärwerk Emschermündung ist Teil der Route der Industriekultur.